# Six (Musical)
Six é um musical de comédia britânico com libreto, música e letra de Toby Marlow e Lucy Moss. O musical é uma versão moderna da vida das seis esposas de Henrique VIII apresentada como um show de pop, enquanto as rainhas se revezam cantando e contando sua história para ver quem mais sofreu com Henrique e deve, consequentemente, tornar-se a vocalista do grupo.
O musical foi apresentado pela primeira vez por estudantes da Universidade de Cambridge no Fringe do Festival de Edimburgo em 2017. Desde então, ele passou para produções profissionais no West End, na Broadway e internacionalmente. 

## Enredo
As seis rainhas se apresentam em um show pop, dizendo ao público que a posição de vocalista principal da banda será determinada por quem teve a pior experiência com o ex rei da Inglaterra, Henrique VIII ("Ex-Wives"). A primeira ex esposa, Catarina de Aragão, conta como foi quando Henrique VIII quis o anular o casamento e colocá-la em um convento assim que ele começou a flertar com Ana Bolena, e, apesar ter sido leal a ela, a musica é cantada com muita raiva ("No Way"). Bolena por sua vez, fala sobre como ela não queria ser envolver com políticas mas que começou a conversar com Henry por influência do pai. Após o casamento e a criação da Igreja Anglicana, Ana se sentia muito sozinha no reino e então começou a flertar com outros homens para deixar o rei com ciúmes o que levou ela a ser decapitada ("Don't Lose Ur Head"). A próxima esposa a se pronunciar é Jane Seymour, a terceira mulher de Henrique VIII e a única que ele realmente amou. Jane é zombada pelas outras por ter passado um tempo rápido e agradável com Henry porém ela declara que seu amor estava condicionado ao fato de ela ter gerado um herdeiro masculino, e que apesar disso, ela ficou ao seu lado mesmo com suas inúmeras falhas ("Heart of Stone").
No estúdio de pintura de Hans Holbein, são apresentados assuntos relacionados a ideias de beleza feminina, onde as rainhas parodiam um aplicativo de namoro apresentando três noivas em potenciais para Henry ("Haus of Holbein"). Ele escolhe Ana de Cleves, mas logo anula o casamento já que presencialmente ela não tinha nada a ver com a sua pintura. Cleves apresenta seu número reclamando de viver em um palácio em Richmond com uma enorme fortuna mas sem ter nenhum homem que a diga o que fazer, ao decorrer da música ela acaba se gabando por isso ("Get Down").
Caterina Howard é a próxima se candidatar como vocalista, e é menosprezada por ser a "Catarina menos relevante" mas ela aponta os defeitos das outras e se empodera. Em ("All You Wanna Do") ela conta a sua história que deve muitos pretendentes desde quando era criança e nem sabia direito o que aquilo significava; porém, logo é revelado os traumas emocionais que isso a acabou e os abusos que ela enfrentou em todas as relações sempre achando que seria amada quando na verdade ela era apenas desejada.
As outras rainhas continuam discutindo para ver quem será a grande vencedora, e portanto, a vocalista da banda até que Catarina Parr aparece e questiona o motivo da competição ser definida pela relação que elas tiveram com Henrique VIII e não por suas individualidades. No entanto, elas não ouvem e continuam a discussão. Parr, frustrada, relembra da sua separação com seu ex namorado, Thomas Seymour, e o casamento arranjado com Henry; porém ela reconhece as suas realizações que foram independentes do rei ("I Don't Need Your Love").
As outras rainhas, percebem que tiveram a sua singularidade apagadas, abandonam o concurso e decidem que não precisam do amor de Henrique VIII para serem reconhecidas como indivíduos. Elas usam os últimos minutos no palco parar reescrever suas histórias, como um grupo e não artistas solo, escrevem seu próprio final feliz como se Henry nunca tivesse existido. ("Six")

## Números Musicais[2]
"Ex-Wives" - Catarina de Aragão; Ana Bolena; Jane Saymour; Ana de Cleves; Catarina Howard; Catarina Parr.
   "Ex-Wives (Reprise)" - Catarina de Aragão; Ana Bolena; Jane Saymour; Ana de Cleves; Catarina Howard; Catarina Parr.
   "No Way" - Catarina de Aragão 
   "The One You've Been Waiting For" - Catarina de Aragão; Jane Saymour; Ana de Cleves; Catarina Howard; Catarina Parr.
   "Don't Lose Ur Head" - Ana Bolena
   "Heart of Stone" - Jane Seymour
   "Haus of Holbein" - Catarina de Aragão; Ana Bolena; Jane Saymour; Ana de Cleves; Catarina Howard; Catarina Parr.
   "Get Down" - Ana de Cleves
   "All You Wanna Do" - Catarina Howard
   "I Don't Need Your Love" - Catarina Parr.
   "Six" - Catarina de Aragão; Ana Bolena; Jane Saymour; Ana de Cleves; Catarina Howard; Catarina Parr.
   "A Megasix" - Catarina de Aragão; Ana Bolena; Jane Saymour; Ana de Cleves; Catarina Howard; Catarina Parr.

## Elenco[3]
| Papel              | Edinburgh premiere (2017) | Off-West End (2017) | Original UK tour (2018) | Original West End cast (2019) | Original North American tour (2019) | Original Broadway cast (2020/2021) |
| ------------------ | ------------------------- | ------------------- | ----------------------- | ----------------------------- | ----------------------------------- | ---------------------------------- |
| Catarina de Aragão | Megan Gilbert             | Renée Lamb          | Jarnéia Richard-Noel    | Jarnéia Richard-Noel          | Adrianna Hicks                      | Adrianna Hicks                     |
| Ana Bolena         | Ashleigh Weir             | Christina Modestou  | Millie O'Connell        | Millie O'Connell              | Andrea Macasaet                     | Andrea Macasaet                    |
| Jane Seymour       | Holly Musgrave            | Natalie Paris       | Natalie Paris           | Natalie Paris                 | Abby Mueller                        | Abby Mueller                       |
| Ana de Clevs       | Tilda Wickham             | Genesis Lynea       | Alexia McIntosh         | Alexia McIntosh               | Brittney Mack                       | Brittney Mack                      |
| Catarina Howard    | Annabel Marlow            | Aimie Atkinson      | Aimie Atkinson          | Aimie Atkinson                | Samantha Pauly                      | Samantha Pauly                     |
| Catarina Parr      | Shimali de Silva          | Izuka Hoyle         | Maiya Quansah-Breed     | Maiya Quansah-Breed           | Anna Uzele                          | Anna Uzele                         |